# San Giovanni Maria Vianney (Kardinalstitel)
Der Kardinalstitel eines Kardinalpriesters von San Giovanni Maria Vianney wurde von Papst Benedikt XVI. anlässlich des öffentlichen Konsistoriums vom 18. Februar 2012 unter Erhebung der gleichnamigen römischen Pfarrkirche San Giovanni Maria Vianney zur Titelkirche neu geschaffen.

## Geschichte
Papst Benedikt erhöhte mit der Benennung der Kirche San Giovanni Maria Vianney die Anzahl der zur Verfügung stehenden Titel und erweiterte auch den Umkreis der Titelkirchen aus dem „Alten Rom“.

## Titelinhaber
Kardinal Woelki ist der erste Titelinhaber.

| Name                 | Land        | Geboren                          | Verstorben | Ernennung 2   | durch Papst   | Anmerkungen                                     |
| -------------------- | ----------- | -------------------------------- | ---------- | ------------- | ------------- | ----------------------------------------------- |
| Woelki, Rainer Maria | Deutschland | 18. Aug. 1956 (Alter 68 Jahre 1) |            | 18. Feb. 2012 | Benedikt XVI. | Erzbischof von Köln zuvor Erzbischof von Berlin |